# プードルポインター

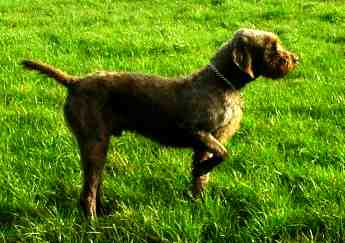

プードルポインター（英: pudelpointer、プーデルポインター）とは、ドイツ原産のポインター犬種である。
19世紀後半に作出された犬種で、ポインター種のポイント能力とレトリーバー種（又はウォーター・ドッグ種）の回収能力を併せ持つ犬種を作り出す計画によって生まれた。回収能力を持つポインター犬種は他にも存在しているのだが、他のそれにはないような特性を取り入れるべくして綿密な交配計画が立てられた。まず、ジャーマン・ポインター（ショートヘアード、ロングヘアード、ワイアーヘアード、ブロークンヘアードのどれかははっきりしない）90頭と、プードルの先祖であるバルビーを7頭用意し、それらを交配させてブリーディングを重ねた。そしてこの交配種にスピードと自制心を向上させるためのイングリッシュ・ポインター、賢さとしつけやすさを増させるためのスタンダード・プードルを順次交配させて作られた。
使役はハンターのお供としてヤマウズラやウサギ、キツネ、イノシシなどの狩猟に参加し、ハンターのサポートを行うことである。嗅覚で獲物を追跡し、居場所が分かると片足を挙げて立ち止まり、ポイントを行う。ハンターはプードルポインターがポイントして示した方向に向かって猟銃を撃ち、獲物を仕留める。仕留められた獲物は命令によりハンターのもとへ持ってきて狩猟は完了する。ちなみに、獲物が大型獣であった場合は他の犬かハンターと協力して運び出す。
もとより希少な犬種であったため大切に保護されていて、2度の世界大戦による戦禍もあまり受けなかった。近年も希少犬種であることに変わりはなく、ほとんどの犬が実猟犬かショードッグとして飼育されていて、めったにペットとして飼われることがない。尚、ドイツ国内で飼育されているプードルポインターよりも原産地外で飼育されている犬のほうが多いといわれている。
2004年の4月11日、国際畜犬連盟に公認犬種として登録された。

## 特徴
外見はプードルの顔とコートを持つポインターといったところである。垂れ耳・垂れ尾だが、尾は半分の長さに断尾されることもある。ふさふさしたコートはウエーブがかっていて、少し巻いている。低アレルゲンで犬のアレルギーを持つ人でも飼育することができる。毛色は単色が基本だが、ある程度の斑は許されている。体高は雄60～65cm、雌54～56cmで体重は雌雄共に25～30kgの大型犬。性格は活発で知的、忠実で温和である。運動量はかなり多く、室内飼いにはあまり向かない。